# Reading (Ohio)
Reading é uma cidade localizada no estado norte-americano de Ohio, no Condado de Hamilton.

## Demografia
Segundo o censo norte-americano de 2000, a sua população era de 11.292 habitantes.
Em 2006, foi estimada uma população de 10.090, um decréscimo de 1202 (-10.6%).

## Geografia
De acordo com o United States Census Bureau tem uma área de
7,6 km², dos quais 7,6 km² cobertos por terra e 0,0 km² cobertos por água.

## Localidades na vizinhança
O diagrama seguinte representa as localidades num raio de 4 km ao redor de Reading.